# Бизнес Мания
«Бизнес Мания» — многопользовательская экономическая онлайн-игра, бизнес-симулятор и бизнес-тренажер и глобальный бизнес-симулятор. Может использоваться как для развлечения, так и для обучения основам менеджмента. Игра бесплатная, но получение множества возможностей и снятия ограничений возможно преимущественно за деньги.

## Описание игры
Бизнес Мания — полномасштабный симулятор бизнеса в интернете. В игре более 10 отраслей, более 40 видов предприятий, около 200 товаров. Игра — пошаговая, время в игре идет в 7 раз быстрее, чем в реальном мире.
На старте игрок получает стартовый капитал, которого хватает на постройку нескольких магазинов и пары производственных предприятий. Прибыль от предприятий реинвестируется в расширения магазинов и заводов.
Успех в игре зависит от выбора правильной стратегии: что и где производить, какие товары лучше продавать, на каких рынках будет максимальный спрос и прибыль.
В игре участники как конкурируют между собой, так и сотрудничают друг с другом. Бизнесы игроков тесно взаимосвязаны: производители зависят от поставщиков сырья, торговцы — от поставщиков товаров и т. п. Нестабильность рыночной экономики, колебания спроса и предложения вынуждают игроков к поиску долговременных партнеров.
Именно атмосфера конкуренции и сотрудничества делает игру столь захватывающей. Помимо развлечения игра дает понимание о базовых аспектах работы экономики, а сам игровой процесс является неплохим тренингом по основам бизнеса.

## История развития игры
Игра запущена в 2009 году при информационной поддержке РБК. В игре присутствовали только магазины, склады и заводы. В магазине необходимо было расставлять витрины. Для новичков был создан обособленный мир.
Первый рестарт игры был в 2011 году. В игре появилась сфера строительства. Игроки стали сами определять облик городов игрового мира. Так же появляются корпорации и запущены первые большие конкурсы — своего рода игра в игре.
В третий раз игра была переиздана в 2013 году. И ознаменовался упрощением системы управления и отказе от сложных механик. Производственные предприятия перестали быть видны на карте. В игре появились рестораны и транспортные предприятия.
Далее проект игры был ещё раз перезапущен в 2016 году.
По состоянию на 01 января 2019 года Бизнес мания — это:
- 63 города в 10 странах — 118 млн населения;
- 5 000 компаний и уже 65 000 предприятий;
- 100 трлн руб. — активы игроков.

В марте 2019 года в проекте БМ открыта новая Игра «Раунд», целью которой является командно первым построить Чудо Света в новой открытой стране США.